# Day69: Graduation Day
Day69 o Day69: Graduation Day è il secondo mixtape del rapper statunitense 6ix9ine, pubblicato il 23 febbraio 2018.

## Tracce
1. Billy – 1:52
2. Gummo – 2:37
3. Rondo (feat. Young Thug & Tory Lanez) – 2:18
4. Keke (feat. Fetty Wap & A Boogie wit da Hoodie) – 2:31
5. 93 – 2:16
6. Doowee – 2:13
7. Kooda – 2:22
8. Buba – 1:58
9. Mooky – 2:28
10. Gummo - Remix (feat. Offset) – 3:25
11. Chocolaté – 3:02
12. Gotti – 2:46